# Guerra suja no México
La Guerra Sucia ou guerra suja refere-se a uma guerra interna entre o governo mexicano regido pelo PRI e os grupos guerrilheiros estudantis de esquerda nos anos 1960 e 1970, em grande parte sob as presidências de Luis Echeverría e José López Portillo. A guerra suja no México caracterizou um conjunto de repressão política e militar para dissolver o movimento de oposição política e armada contra o Estado mexicano; também é chamada de guerra de baixa intensidade por alguns autores, em oposição ao que aconteceu em outros países da América Latina - como na Argentina - foi de carácter seletivo e sob a cobertura de uma imprensa submetida. A guerra suja do México é um assunto pouco conhecido pela maior parte da população. A guerra foi caracterizada por uma reação contra o movimento estudantil ativo na década de 1960 que terminou no massacre de Tlatelolco em uma manifestação estudantil em 1968 na Cidade do México, em que 30 a 300 (relatório oficial, fontes não governamentais afirmam que foram milhares) estudantes foram mortos. Durante a guerra, as forças do governo efetuaram desaparecimentos forçados, estimados em 1200, tortura sistemática, e "prováveis execuções extralegais."
Existiam vários grupos pouco ligados lutando contra o governo durante este período. Entre os mais importantes, a Liga Comunista de 23 de Setembro: esteve à frente do conflito, ativo em várias cidades em todo o México, baseando-se fortemente em organizações estudantis socialistas cristãs e marxistas. Realizaram confrontos com as forças de segurança mexicanas, vários sequestros, e tentaram raptar Margarita López Portillo, a irmã do presidente. Em Guerrero, o Partido dos Pobres, lutou ostensivamente contra a impunidade de proprietários de terras e as práticas opressivas policiais em áreas rurais, foi liderado pelo ex-professor Lucio Cabañas. Eles realizaram emboscadas contra o exército e forças de segurança e o rapto do governador eleito de Guerrero.
A legalização dos partidos políticos de esquerda em 1978, juntamente com a anistia de presos e vários guerrilheiros fez com que uma série de combatentes terminassem a luta militante contra o governo. No entanto, alguns grupos continuaram a combater, e a Comissão Nacional de Direitos Humanos afirma que as hostilidades continuaram até 1982.
Em junho de 2002, um relatório elaborado pela Procuradoria Especial para Movimentos Sociais e Políticos do Passado (FEMOSPP) criada por Vicente Fox, o primeiro presidente não-PRI em 70 anos, detalhou as ações do governo entre 1964 a 1982. O relatório afirma, de acordo com a BBC News, que o exército mexicano "sequestrou, torturou e matou centenas de rebeldes suspeitos" no período e acusou o Estado mexicano de genocídio. O Procurador Especial do México afirmou que o relatório foi muito tendencioso contra os militares, e não conseguiu detalhes de crimes cometidos pelos rebeldes, que incluiu sequestros, assaltos a bancos e assassinatos.
No entanto, não obstante aos progressos feitos no conhecimento dos fatos históricos, a FEMOSPP não foi capaz de chegar a fincar responsabilidade específica contra aqueles que foram identificados como os principais responsáveis pela guerra suja.